# Nenad Marinković
Nenad Marinković (kyrillisch Ненад Маринковић; * 28. September 1988 in Knjaževac) ist ein serbischer ehemaliger Fußballspieler.

## Karriere

### Verein
Marinković begann seine Profikarriere 2007 bei FK Partizan Belgrad. Zuvor hatte er auch für den Nachwuchs dieses Vereins gespielt. Nachdem er hier vier Spielzeiten sich im Kader der Profimannschaft befunden hatte, wechselte er 2009 zum Ligarivalen FK Teleoptik. Hier spielte er bis zum Sommer 2010 und wurde zwischenzeitlich an die Vereine FK Banat Zrenjanin und OFI Kreta ausgeliehen. Nach einem halben Jahr bei FK Smederevo wechselte Marinković ins Ausland und spielte hier in Israel und der Schweiz. 2014 kehrte er zu Partizan Belgrad zurück und wurde von Diesem für die Saison 2015/17 erst an FK Voždovac ausgeliehen und im Januar 2016 an Diesen samt Ablöse abgegeben.
Zur Spielzeit 2016/17 wechselte er in die türkische TFF 1. Lig zu Büyükşehir Gaziantepspor und zur Rückrunde dieser Saison zu FK Voždovac.

### Nationalmannschaft
Marinković startete seine Nationalmannschaftskarriere 2007 mit einem Einsatz für die serbisch-montenegrinische U-17-Nationalmannschaft. Nach der Staatentrennung dieser beiden Länder, setzte er seine Karriere für Serbien fort und spielte für die serbische U-19- und die U-21-Nationalmannschaft.